# Opius kalligaster
Opius kalligaster är en stekelart som beskrevs av Fischer 1972. Opius kalligaster ingår i släktet Opius och familjen bracksteklar. Inga underarter finns listade i Catalogue of Life.